# Uromyces ehrhartae
Uromyces ehrhartae är en svampart som beskrevs av McAlpine 1906. Uromyces ehrhartae ingår i släktet Uromyces och familjen Pucciniaceae.   Inga underarter finns listade i Catalogue of Life.